# MRBS
O MRBS (Meeting Room Booking System) é um sistema de gestão de salas baseado em PHP e MySQL. Pode correr sob Apache ou IIS
Totalmente Open Source e gratuito é muito usado no meio universitário, contando com mais de 120 instalações conhecidas (EUA e Brasil, sobretudo)

## Uso
A página principal de acesso é http://<host>/mrbs/index.php

## Configurações
Desenhado para correr em Linux, mas também funciona completamente em Windows (XP e 2003). As configurações são feitas em Windows em C:\mrbs\config.inc.php
Suporta contas local (no ficheiro config.inc.php) e de LDAP. Permite a adição de campos custom (criando na base de dados mysql e depois no .inc.php)